# Kampar
Kampar – rzeka w Indonezji na Sumatrze; długość około 400 km.
Źródła w górach Barisan, płynie w kierunku wschodnim i uchodzi estuarium do Morza Południowochińskiego na wysokości Cieśniny Singapurskiej.
Żeglowna na długości 300 km, głębokość ponad 6 m; lasy tropikalne w górnym i środkowym biegu są ostoją rzadkich gatunków flory i fauny, m.in. tygrysa sumatrzańskiego; od środkowego biegu rzeka silnie zanieczyszczana przez liczne zakłady przemysłu drzewnego i papierniczego; od lat 90. XX w. trwa kampania na rzecz ratowania zagrożonego środowiska naturalnego.
Na całej długości dostępna dla amatorów spływów kajakowych.